# Prestonia folsomii
Prestonia folsomii är en oleanderväxtart som beskrevs av J.F. Morales. Prestonia folsomii ingår i släktet Prestonia och familjen oleanderväxter. Inga underarter finns listade i Catalogue of Life.